# Ітака
Іта́ка (грец. Ιθάκη, Ithaki, МФА: [i.ˈθa.ci]; дав.-гр. Ἰθάκη, Ithakē, МФА: [i.tʰá.kɛː]) — острів в Іонічному морі, на заході Греції. Один із Іонічних островів. Розташований на північному сході від острова Кефалонія. Адміністративно складає окрему периферійну одиницю периферії Іонічні острови. Адміністративний центр — місто Ваті. Згадується в «Одіссеї» як батьківщина Одіссея (ототожнення нинішньої Ітаки з античною є предметом наукових суперечок). Перебував у складі різних держав: Ітакського царства (800 — 180 до н.е.), Римської імперії (180 до н.е. — 1185), сицилійських норманів (1185 — 1484), Туреччини (1484 — 1503), Венеції (1503 — 1797), Франції (1797–1798), Семиострівної республіки (1800 — 1815), Великої Британії (1815 — 1864), Греції (з 1864). Площа — 116,9 км² (2-й найменший острів з Іонічних островів після Паксоса). Населення — 3231 особа (2011).

## Назва
Ітака згадується під різними іменами в різні епохи, в різних мовах:
- Ітаке (дав.-гр. Ἰθάκη, Ithakē, МФА: [i.tʰá.kɛː]) — давньогрецька назва.
- Долина найкращих (Val di Compare) — венеційська назва.
- Анти-Кефалонія (італ. Anticephallonia) — венеційська назва.
- Ітакі (Ithaki nisos) — візантійська і сучасна новогрецька назва. Похідні: Thrakoniso, Thakou, Thiakou.
- Тіакі (Thiaki) — місцева візантійська назва пізнього, довенеційського періоду.
- Теакі (Teaki) — назва в часи панування Венеційської республіки.
- Мала Кефалонія (італ. Piccola Cephallonia) — венеційська назва.
- Фіакі (Fiaki) — назва в добу панування Османської імперії.

## Історія

### Одіссея
В «Одіссеї» Ітака розташована на крайньому заході. Тобто це не сучасна Ітака, що лежить на північний схід від Кефалінії, а власне Кефалінію, або якийсь інший острів Іонічного моря.
24 серпня 2010 року офіційно повідомлено про відкриття двома грецькими археологами з Яніни, що проводили розкопки впродовж 16 років в районі Айос-Афанасіос на острові Ітака, царського палацу Одіссея — триповерхової будівлі, подібної до знайдених в Мікенах, Пілосі та Тиринфі.
Метафорично «повернення на Ітаку» означає «повернення додому, на батьківщину».

### Хронологія
- 800 — 180 до н.е.: Ітакське царство
- 180 до н.е. — 1185: Римська імперія (Візантійська імперія)
- 1185 — 1484: сицилійські нормани
- 1484 — 1503: Османська імперія
- 1503 — 1797: Венеційська республіка
- 1797 — 1798: Перша Французька республіка
- 1800 — 1815: Республіка Семи Островів
- 1815 — 1864 Британська імперія
- 1864 — 1924: Грецьке королівство
- 1924 — 1935: Друга грецька республіка
- 1935 — 1941: Грецьке королівство
- 1941 — 1944: Грецька держава
  - 1946 — 1949: Громадянська війна
- 1949 — 1973: Грецьке королівство
  - 1967 — 1973: Режим полковників
- від 1973: Греція (Третя грецька республіка)

## Адміністративний поділ
Містечка і громад:

Ітака і Кефалонія

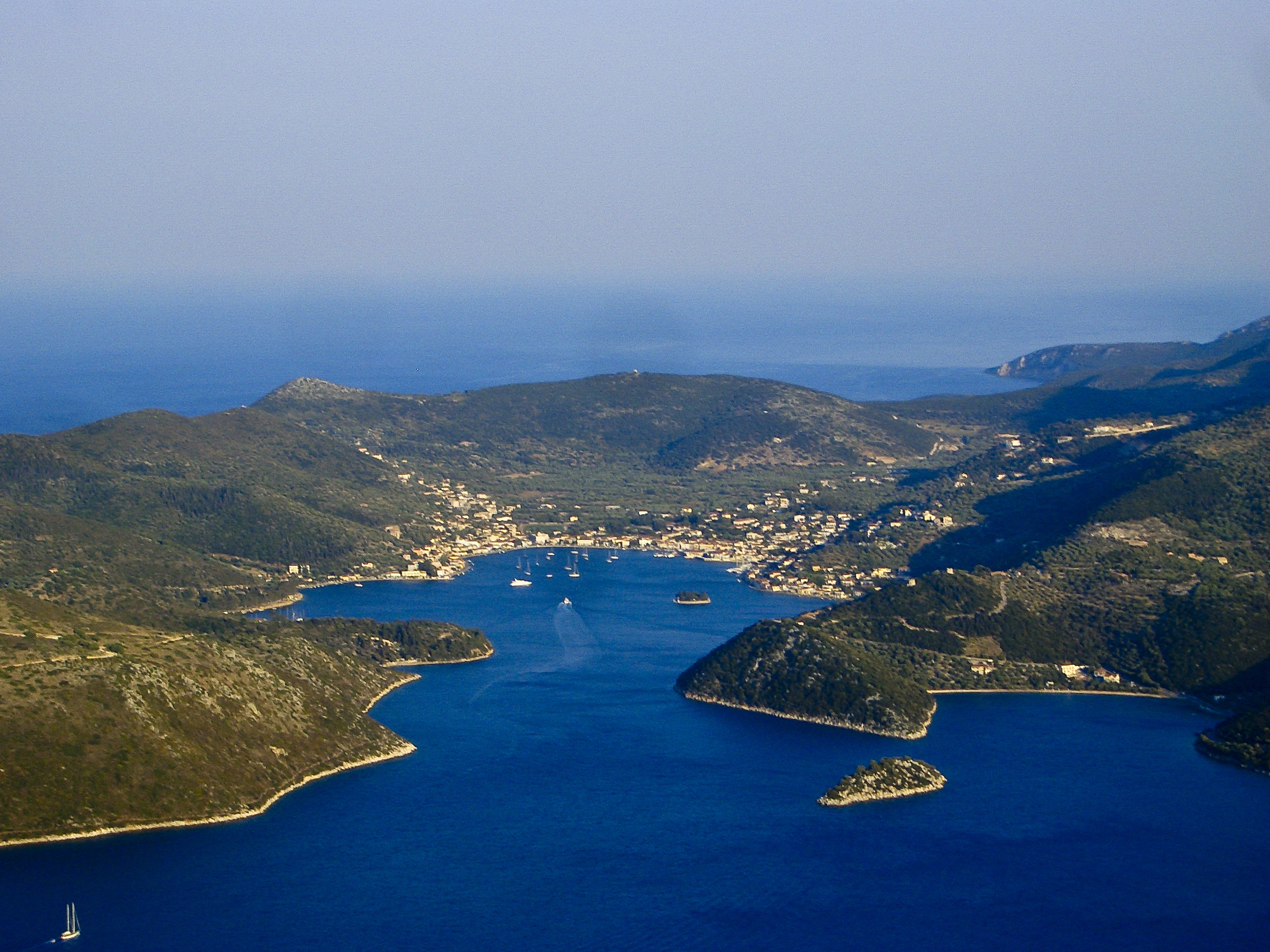
Ваті з пташиного лету

- Ваті (Vathy) — адміністративний центр острова; населення 1920 осіб (2011)
- Aetos
- Afales
- Agios
- Ioannis
- Agia
- Saranta
- Anogi
- Exogi
- Frikes
- Kalivia
- Kathara
- Кіоні (Kioni) — населення 182 особи (2011)
- Kolieri
- Lachos
- Lefki
- Marmaka
- Перахорі (Perachori) — населення 182 особи (343)
- Piso Aetos
- Платрітія (Platrithia) — населення 201 особа (2011)
- Rachi
- Ставрос (Stavros) — населення 366 осіб (2011)

## У культурі

### Відеоігри
- Assassin's Creed Odyssey (2018) — рольовий бойовик, стелс, події якого відбуваються в античній Греції та частково посилаються на Одіссею.

### Кінематограф
- Повернення Одіссея (1908) — французький фільм  [Архівовано 4 червня 2016 у Wayback Machine.].
- Одіссея (1911) — італійський фільм.
- Одіссея (1954)
- Одіссея (1968)
- Уліс 31 (1981) — японсько-французький анімаційний фільм. Науково-фантастична адаптація Одіссеї.
- Нострос: Повернення (1998) — італійський пригодницький фільм.
- Погляд Одіссея (1995) — грецький фільм.
- Одіссея (мінісеріал) (1997)
- О, де ж ти, брате? (2000) — гумористична інтерпретація Одіссеї та роману «Уліс» Джеймса Джойса.
- Повернення Одісея (2024)

### Музика
- Повернення Улісса на батьківщину — опера Клаудіо Монтеверді.